# Hans Delmotte
Hans Delmotte (Luik, 15 december 1917 - 1945) was een Belgische SS-arts die actief was in het concentratiekamp te Auschwitz.

## Biografie
Uit meerdere rapporten van anderen en zijn eigen verplaatsingsverzoeken blijkt dat Delmotte aanvankelijk weigerde om mee te werken aan de selectie voor de gaskamers. Uiteindelijk deed hij wel mee en selecteerde gevangenen voor medische onderzoek en experimenten rond vlektyfus. Hij schreef er zijn doctoraatsverhandeling, Beiträge zur pathologischen Physiologie der Magensekretion im Fleckfieber, dat nog steeds van tel is. In vergelijking tot andere experimenten bleef het percentage aan overleden gevangenen laag bij zijn experimenten.
Tijdens de laatste dagen van de oorlog vluchtte hij richting België. Hij werd echter gearresteerd door het optrekkende leger van de geallieerden. Tijdens zijn overbrenging naar de cel kon hij zichzelf doden met een pistool.